# Żona fil-Baħar fil-Grigal
Żona fil-Baħar fil-Grigal este o arie protejată (arie de protecție specială avifaunistică — SPA) din Malta întinsă pe o suprafață de 35.164,73 ha, integral marine.

## Localizare
Centrul sitului Żona fil-Baħar fil-Grigal este situat la coordonatele 36°03′57″N 14°36′44″E / 36.0659°N 14.6123°E.

## Înființare
Situl Żona fil-Baħar fil-Grigal a fost declarat arie de protecție specială avifaunistică în noiembrie 2016 pentru a proteja 2 specii de animale.

## Biodiversitate
Situată în ecoregiunea marină mediteraneană, aria protejată nu include niciun habitat protejat.
La baza desemnării sitului se află mai multe specii protejate de  păsări (2): Hydrobates pelagicus, Puffinus yelkouan.